# Oluf Bang (genealog)
 Der er flere personer med dette navn, se Oluf Bang.
Oluf Bang (født 7. august 1710, død 8. juli 1783) var en dansk genealog. 
Bang blev født i Hillerød, hvor hans far, Oluf Madsen Bang, var byskriver; moren hed Kirstine Marie (født Thams). Han blev student i 1728, var hjælpepræst først ved Sankt Olufs Kirke i Helsingør, fra 1738 hos sin bror Hans Jørgen Bang på Vallø; 1740 skoleholder for fattigskolen ved Holmens Kirke i København. Han blev 1746 klokker ved samme kirke, til dette embede havde Christian VI givet ham ventebrev. Bang var gift to gange, 1. (1746) med Jytte Christiane Giøe (død 14. marts 1764), datter af provst Marcus Giøe i Nykøbing Mors, 2. (20. december 1779) med Jytte Sophie Marschall. 
Bang, der var bekendt for sin personlige karakter, sin flid og sin kærlighed for fædrelandets historie, har gjort sig fortjent ved udgivelsen af Samling af adskillige opbyggelige og nyttige Materier, et periodisk skrift, der udkom med 7 hæfter 1743-47 og indeholder dels referater om nylig udkomne bøger, dels bidrag af forskellig art til fædrelandets historie, samt ved stiftelsen af det kongelige genealogisk-heraldiske Selskab, 3. maj 1777, hvis forstander han var i dets første år til 1780. Bang oplevede at se den første frugt fremkomme som resultat af dette selskabs virksomhed, nemlig 1. hæfte af Lexikon over adelige Familier i Danmark, Norge og Hertugdømmerne, hvilket udkom 1782.